# Roukajärvi (sjö i Finland)
Roukajärvi är en sjö i Finland. Den ligger i kommunen Hyrynsalmi i landskapet Kajanaland, i den centrala delen av landet, 500 km norr om huvudstaden Helsingfors. Roukajärvi ligger 221,2 meter över havet. Den är 5,3 meter djup. Arean är 1,23 kvadratkilometer och strandlinjen är 6,7 kilometer lång. Sjön  ingår i Uleälvens huvudavrinningsområde. 